# Hells Angels

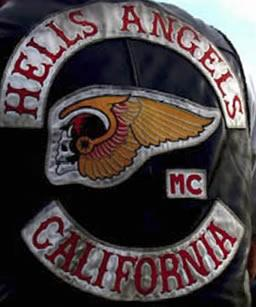
Back patch di Hells Angels California

Gli Hells Angels (formalmente Hells Angels Motorcycle Club - HAMC, letteralmente "club motociclistico angeli dell'inferno") è una banda di motociclisti nata negli Stati Uniti d'America diffusa in tutto il mondo, i cui membri, tradizionalmente, utilizzano motociclette Harley-Davidson. È considerata un'organizzazione criminale dal Dipartimento di Giustizia degli Stati Uniti d'America.
Contro questa decisione e contro il divieto di ingresso negli USA per i membri stranieri del club, gli Hells Angels hanno presentato nel 2012 un ricorso in tribunale.

## Storia

### Gli inizi: 1948-1959

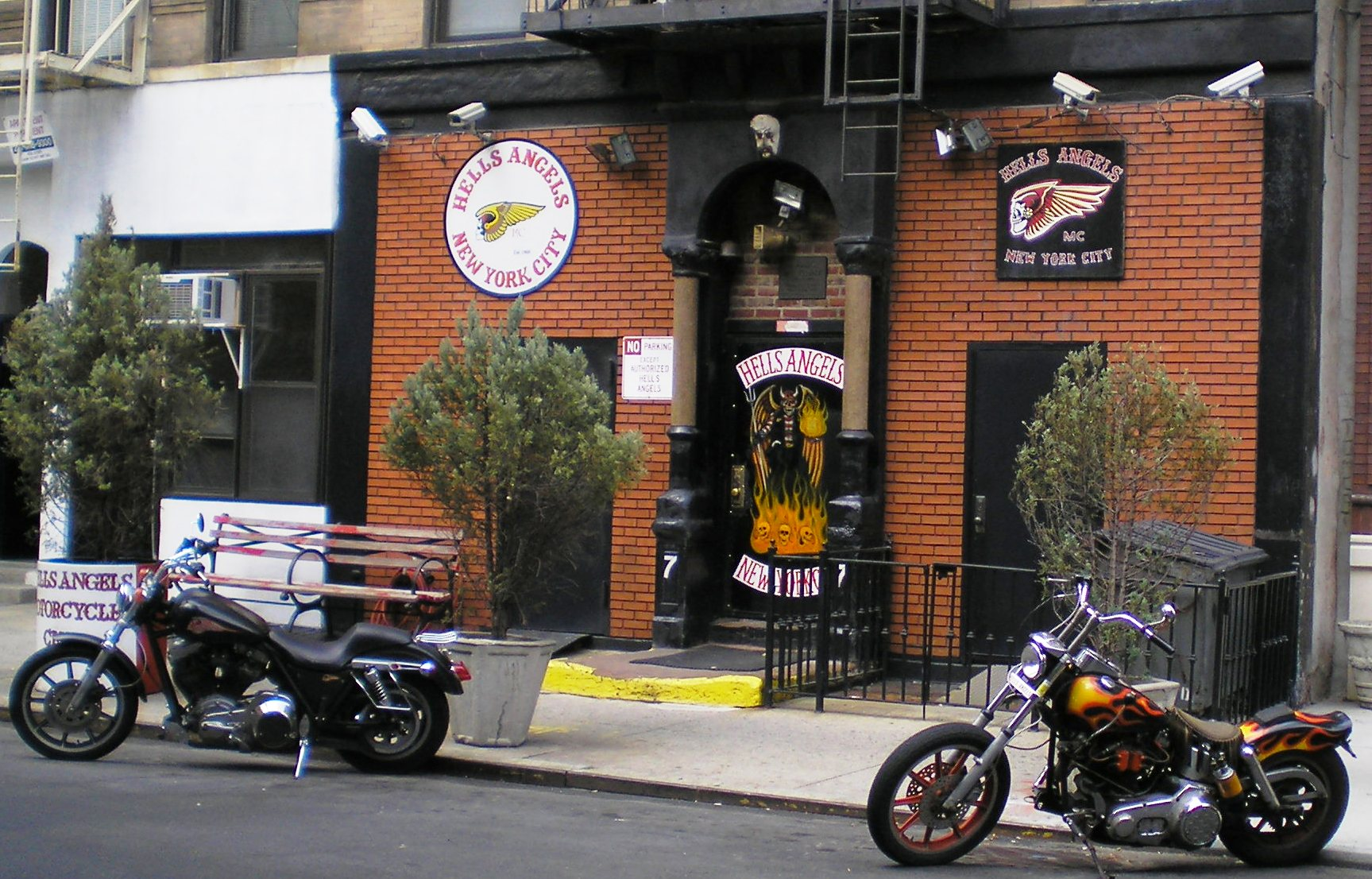
L'ex club house degli Hells Angels al 77 East 3rd Street nel quartiere East Village di Manhattan, New York City

Tutto nacque da un gruppo di aviatori di Bombardiere Pesante B17 reduci della seconda guerra mondiale, che per una ragione o per l'altra non riuscivano ad accettare il ritorno alla società e vivere una vita "normale". Al momento del rientro negli Stati Uniti d'America formarono vari gruppi motociclistici passando la maggior parte del tempo viaggiando, bevendo, creando risse e vivendo ai limiti del legale. Vi erano molti club "fuorilegge", tutti contraddistinti da nomi irriverenti e rabbiosi, come i Pissed-Off Bastards Of Bloomington (POBOB), gli Outlaws MC (tuttora esistenti), i Market Street Commandos MC, i Gypsy Jokers MC (anch'essi tuttora esistenti), i Satan's Slaves MC, e i Booze Fighters MC (anch'essi tuttora in attività).
Il 17 marzo 1948, a San Bernardino (in California), i POBOB cambiarono nome in Hells Angels. Il nome deriva da un film del 1930 con Ben Lyon e Jean Harlow; diretta e prodotta da Howard Hughes, la pellicola Gli angeli dell'inferno narrava la storia di un gruppo di aviatori della prima guerra mondiale. Durante il secondo conflitto mondiale, tra l'altro, era divenuta pratica comune tra gli stormi dei bombardieri dell'esercito statunitense rinominare i propri aerei (Memphis Belle, ecc.) e i propri equipaggi (Panda Bears, Flying Tigers, ecc.) con nomi di fantasia, che sottolineassero il carattere coraggioso e impavido dei militari.
Un gruppo comandato dal Capitano Irl Baldwin adottò il nome Hell's Angels. Si narra che Baldwin stesse girovagando con i suoi uomini, cercando di trovare un nome "intelligente", e alla fine fece una proposta che riscontrò il favore di tutti gli aviatori del suo equipaggio, ovverosia nominare il proprio stormo di bombardieri usando il titolo del film di Howard Hughes. Un aviatore disse che suonava bene, dato che sembrava «il nome più vicino all'inferno (in inglese hell) che nessuno avesse mai avuto». Tale stormo di bombardieri si guadagnò ben presto la fama di un gruppo feroce, impavido, sanguinario, avvezzo al pericolo e alla violenza, oltre che all'abuso di alcolici e alla consuetudine di indossare uniformi non conformi a quelle dell'esercito statunitense.
Tutti elementi, a detta degli attuali Hells Angels, completamente frutto di fumose ed inattendibili leggende di guerra, in realtà per niente confermate dai dati concreti delle ricerche storiche effettuate sinora (rimane, tra l'altro, senza una conferma precisa l'ipotesi che alcuni membri dei vecchi Pissed-Off Bastards Of Bloomington avessero realmente fatto parte dello stormo di bombardieri B-17 nominato, per l'appunto, Hell's Angels dal Capitano Baldwin). Tornando al club, i ranghi aumentarono soprattutto dalla fine degli anni cinquanta, con sedi a San Francisco nel 1954 e Oakland nel 1957.
Il presidente e fondatore del charter ("sede", nel gergo degli Hells Angels, al contrario di tutti gli altri club motociclistico che sono soliti definire le loro sedi col termine chapter) di Oakland era Ralph "Sonny" Barger. Fu la sua ambizione e anticipata visione delle cose che aiutò a trasformare gli Hells Angels nel più potente e conosciuto club motociclistico del mondo, producendo tutto quell'insieme di cultura biker underground (definita in certi casi anche come "Kustom Kulture") che si diffuse a 360 gradi tra tutti gli altri club motociclistici "irregolari" statunitensi prima e mondiali poi, alcuni già esistenti da decenni e quindi precedenti agli stessi Hells Angels (come quello degli Outlaws MC, fondato nei pressi di Chicago nel 1935).
Assolutamente da citare l'invenzione, da parte degli Angeli dell'Inferno, della cosiddetta "moto customizzata" o più semplicemente chopper (dal verbo inglese to chop, "tagliare"). Un modello di motociclo che partiva dal telaio delle famose Harley-Davidson degli anni Cinquanta e Sessanta (del tipo in dotazione alla polizia statunitense, e che veniva denominato full dresser nel gergo dei motociclisti, ovverosia un motore ancora completo di accessori e meccaniche "superflue"), il quale veniva liberato (da qui l'uso del termine "chopper") da tutte le varie meccaniche accessorie come i parabrezza, i parafanghi anteriori, le borse da viaggio, ecc. e quindi arricchito da un manubrio esageratamente alto, che avvantaggiava il riposo delle braccia del pilota nelle lunghe corse rispetto ai manubri più bassi, e dalla celebre bitch bar, lo schienale alto in dotazione alla postazione del passeggero (prerogativa quasi assoluta delle donne dei membri del club).

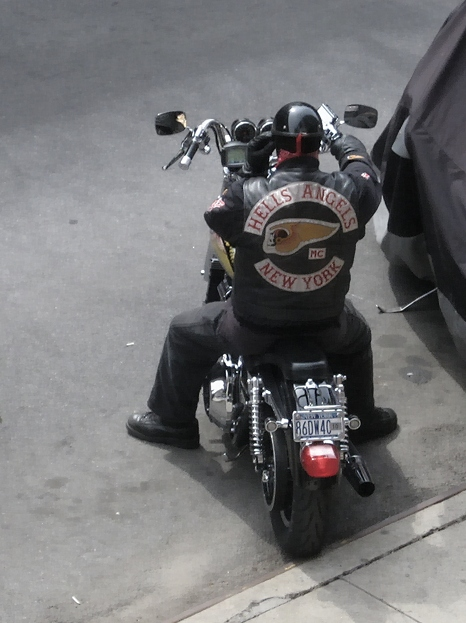
Patch degli Hells Angels di New York

I chopper si contraddistinguevano anche per le spettacolari aerografie eseguite sulle marmitte posteriori allungate verso l'alto e i serbatoi dei motori, i quali, nella maggioranza dei casi, venivano decorati con il simbolo del club in questione (nel caso degli Hells Angels, il famigerato teschio con l'elmetto alato visto di profilo). Un modello di motociclo, quindi, certamente entrato nella storia e tributato in pellicole cinematografiche leggendarie come il film Easy Rider, interpretato da Peter Fonda, Dennis Hopper e Jack Nicholson, i quali guidano, in questa famosa produzione underground hollywoodiana, proprio alcuni tra i primi e più classici prototipi di chopper.
Nel 1959 Ralph "Sonny" Barger, in particolar modo, organizzò assieme ai presidenti degli altri charter del club un meeting da condurre assieme a tutte le altre forze rappresentative di tutti i maggiori club motociclistici "irregolari" della California, e propose una sorta di alleanza dalla quale avrebbero beneficiato tutti. Gettando un occhio al futuro Barger, nei fatti, propose un'operazione di "regolarizzazione" della situazione allora vigente, a scapito del continuare a sopravvivere come gruppi motociclistici disorganizzati, e al fine di creare una vera e propria organizzazione nazionale facente capo a tutti i club motociclistici considerati "fuorilegge" dall'opinione pubblica del tempo.
Fu ugualmente di Barger l'idea di suggellare tale alleanza appena sancita tramite il famigerato distintivo a forma di rombo con la dicitura "1%" al suo interno. E fu così che egli divenne anche il primo "biker" ad aver tatuato sul braccio tale simbolo ormai celebre in questo ambiente. L'idea originaria di costituire una gigantesca e compatta corporazione motociclistica "irregolare" in alternativa all'American Motorcyclist Association non andò poi in porto per una serie di ragioni, ma il simbolo dell'"1%" fu completamente adottato da tutti i "club fuorilegge" dell'epoca che non si volevano assolutamente riconoscere nella visione perbenista e di vita della moto a livello hobbistico-familiare, reclusa nelle regole della società statunitense del tempo, che l'A.M.A. proponeva come sua immagine e attraverso i suoi eventi.
Il termine "1%" (Onepercenters) fu, per l'appunto, involontariamente coniato da alcuni esponenti dell'A.M.A., ovverosia l'associazione motociclistica istituzionale e regolare per tutti gli statunitensi appassionati delle due ruote (i cui associati venivano dispregiativamente appellati dagli appartenenti ai vari "club fuorilegge" come i "motociclisti della domenica"). In seguito ad un paio di manifestazioni indette dall'A.M.A., durante le quali accaddero disordini e risse, per lo più causati da appartenenti ai suddetti "club fuorilegge" che intervennero in questi raduni senza alcuna autorizzazione o invito ufficiale (come nel caso del famigerato raduno californiano di Hollister, avvenuto nel 1947, il quale ha costituito l'ispirazione principale per la famosa pellicola de Il selvaggio con Marlon Brando), la stessa A.M.A., cercando di difendersi dagli attacchi della stampa statunitense del tempo, la quale tendeva ad individuare in tutto l'insieme indistinto dei motociclisti la causa di tali disordini, produsse una dichiarazione ufficiale nella quale, generalisticamente, si affermava che il 99% dei proprietari di moto era costituito da "gente per bene", mentre solo l'1% era formato da individui tendenti a comportamenti criminosi e ad atti di vandalismo e disturbo della quiete pubblica.
Quello che l'A.M.A. non aveva previsto fu che i vari motociclisti che formavano i molti "club fuorilegge" considerarono questa affermazione come una sorta di vero e proprio riconoscimento d'onore. Difatti, oggi si può vedere il simbolo dell'"1%" indossato in tutto il mondo dalla maggior parte dei membri dei club motociclistici "non regolari" (e quindi al di fuori delle varie associazioni sportive o di mototurismo ufficiali di ogni paese, come la suddetta A.M.A. statunitense o la Federazione Motociclistica Italiana).

### Gli anni Sessanta

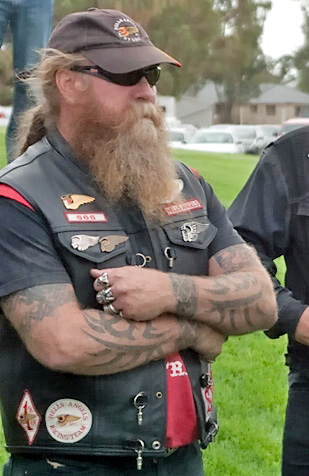
Un membro della gang di bikers australiano

Durante gli anni sessanta l'HAMC ("Hells Angels Motorcycle Club") si fece conoscere al grande pubblico in molteplici occasioni, suscitando la curiosità ma più di frequente l'indignazione dell'opinione pubblica del tempo (definita dai "bikers" appartenenti ai vari "clubs fuorilegge" con epiteti come "i civili" o "i regolari"): per il modo di andare in giro vestiti, i vistosi ed esagerati tatuaggi, le lunghe barbe e capelli (assunti ad usanza ben prima degli hippies), le idee politiche fortemente pro-Guerra del Vietnam, ed infine l'apparente inclinazione ai movimenti dell'estrema destra (mai confermata, anzi per lo più smentita da loro stessi, nonostante alcuni tra i leader più influenti dell'American Nazi Party, tra i quali il presidente George Lincoln Rockwell, tentarono più volte di convincere gli Angeli a trasformarsi in una sorta di corpo motociclistico paramilitare in servizio alla destra militante ed extraparlamentare americana).
Ma, al di là delle singole convinzioni di ogni membro del gruppo, per stessa ammissione degli Angeli i simboli mutuati dalla cultura nazista, come le varie aquile, le svastiche, le croci celtiche e quant'altro, erano un modo per scioccare i benpensanti e tener lontano eventuali scocciatori, più che una reale convinzione politica. Nel 1965, durante una manifestazione di pacifisti contrari alla guerra del Vietnam, gli Hells Angels caricarono il corteo in segno di solidarietà verso i militari americani che, al di là di ogni commento sulle ragioni del conflitto, combattevano e morivano comunque a migliaia di chilometri da casa (eclatante l'episodio successivo a tale evento, nel quale Ralph "Sonny" Barger scrisse una lettera alla Casa Bianca offrendosi volontario, assieme ad altri Angeli, per andare a combattere in Vietnam "in rinforzo" all'esercito regolare).
Sempre nel 1965, a seguito del sopraccitato rapporto del procuratore generale della California, il giornalista Hunter Stockton Thompson scrisse un libro sull'Hells Angels Motorcycle Club, intitolato Noi siamo l'1%! (per la versione italiana edito dalla Shake edizioni, collana Underground) . Il libro è recentemente stato ristampato da Baldini & Castoldi & Dalai Editore con il titolo originale "Hell's Angels". Da citare anche il componimento intitolato Agli Angels, frutto della mente del poeta Allen Ginsberg, il quale dedicò tale poesia agli Angeli subito dopo un famoso meeting che lui e Ken Kesey ebbero con loro, presso l'abitazione di "Sonny" Barger, al fine di stipulare una tregua tra essi e il movimento pacifista anti-guerra del Vietnam; durante l'incontro Ginsberg e Kesey, pur minacciati, offrirono LSD ai motociclisti e passarono con loro la notte, riuscendo a portare a buon fine la trattativa.
La seconda metà degli anni sessanta segnò un ulteriore interesse sugli Hells Angels, che divennero protagonisti di vari B-movies a tema motociclistico, anche con pellicole esclusivamente dedicate a loro, come Angeli dell'inferno sulle ruote (film precedente ad Easy Rider in cui, per la prima volta, si può vedere un giovane Jack Nicholson nel ruolo di protagonista, ed in cui la partecipazione effettiva dei veri Hells Angels si limita a qualche comparsata in gruppo o a qualche ruolo di stuntman nelle riprese in moto più difficili) ed Hells Angels '69 (in cui lo stesso "Sonny" Barger recita una parte consistente assieme a soci della sezione HAMC di Oakland, come Terry The Tramp, Charlie Magoo, Skip Workman, Fu Griffin ed altri).
Un altro famoso episodio che li vide chiudere nel peggiore dei modi il decennio fu la loro partecipazione in qualità di servizio di sicurezza all'Altamont Free Concert organizzato dai Rolling Stones tenutosi all'Altamont Raceway Park, in California, nel dicembre del 1969: diverse ed ovviamente contrastanti sono le versioni sulle responsabilità dell'accaduto, ma Ralph "Sonny" Barger, presente a questo episodio, sostiene che dopo una lunga attesa sul palco degli Stones, l'agitazione del pubblico era ormai troppo pericolosa e difficilmente gestibile dagli Hells Angels. A conclusione di un evento partito male, un tale di nome Meredith Hunter si fece largo fra il pubblico e, armato di pistola, esplose un colpo, per venir poi immediatamente respinto dal palco e mortalmente ferito a coltellate da Alan Passaro, un Hell's Angel intervenuto, che verrà poi assolto dal tribunale nel 1972 per legittima difesa.

### Gli anni Settanta e la crisi

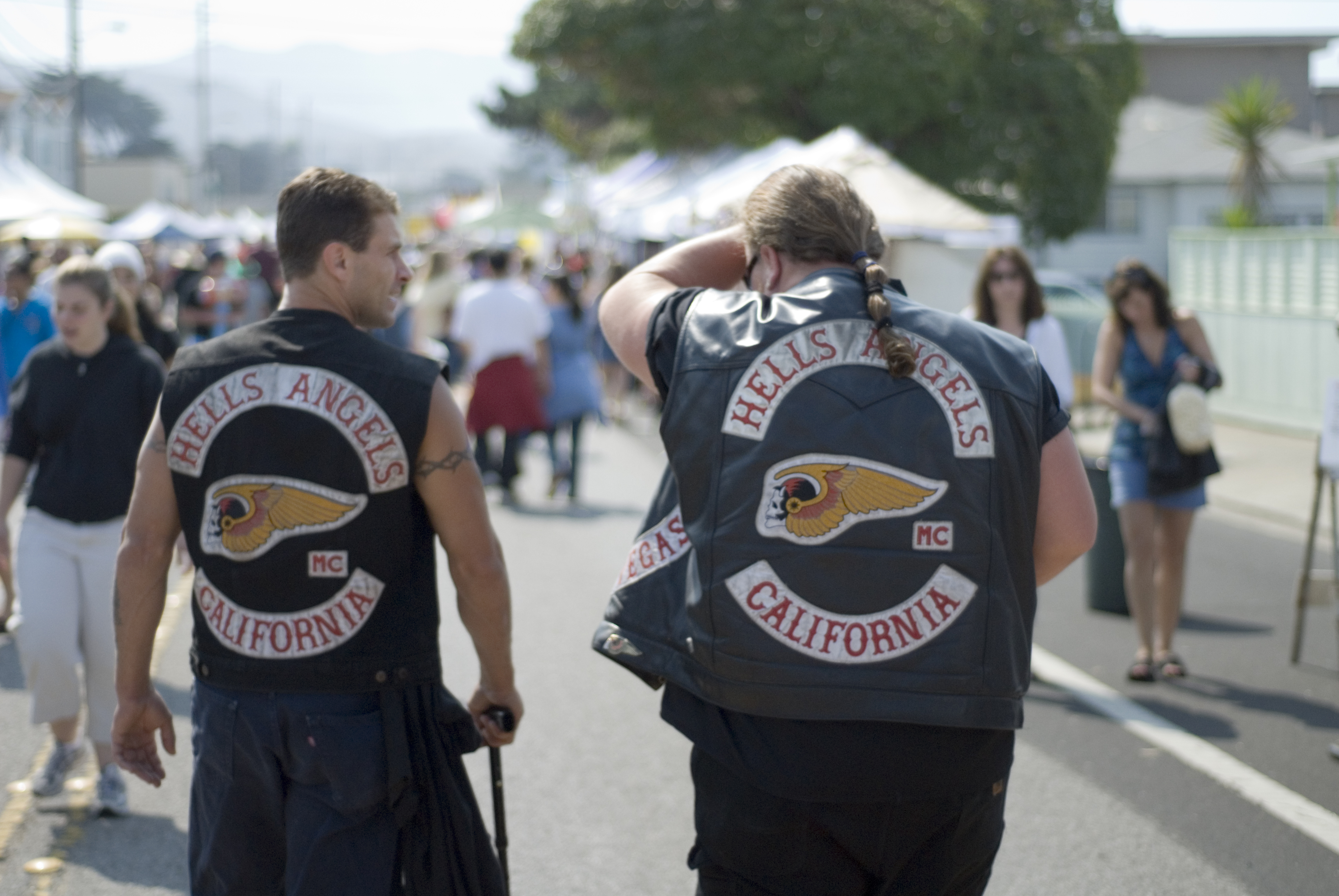
Due Hells Angels in California

Un tentativo di ricostruzione dell'intera vicenda, nel quale si può anche trovare la versione dei fatti di Sonny Barger, è stato compiuto con il documentario prodotto dal management dei Rolling Stones, Gimme Shelter. Alan Passaro fu in seguito scagionato dall'accusa di omicidio volontario nel giugno del 1971, quando gli fu riconosciuta la legittima difesa (Passaro sarà poi rinvenuto morto nel lago Anderson il 29 marzo 1985 con 10.000 dollari nelle tasche, pare ucciso per debiti di gioco). Gli anni ottanta furono molto intensi per gli Hells Angels in America: nel giugno del 1979, infatti, parte l'operazione RICO (Racketeer Influenced and Corrupt Organizations Act).
Diverse abitazioni private dei membri delle sedi di Oakland e San Francisco vengono prese d'assalto dagli agenti federali, ed un gruppo consistente di Angeli viene immediatamente arrestato e condotto in carcere, dove rimarrà per l'intera durata del processo, ovvero fino al luglio del 1980, senza alcuna possibilità di uscire su cauzione (fissata a cifre troppo elevate). Dopo una durissima battaglia legale, alla fine del primo grado di giudizio le accuse di affiliazione caddero, non essendo suffragate da prove inconfutabili. Tale episodio costituì una serissima minaccia di chiusura definitiva per l'intero HAMC, almeno per quanto riguardava i charters statunitensi, dato che anche solo la semplice associazione al club avrebbe automaticamente comportato per chiunque l'accusa penale di affiliazione ad un'associazione criminale considerata alla stessa stregua della mafia.

## Diffusione nel mondo

### Canada

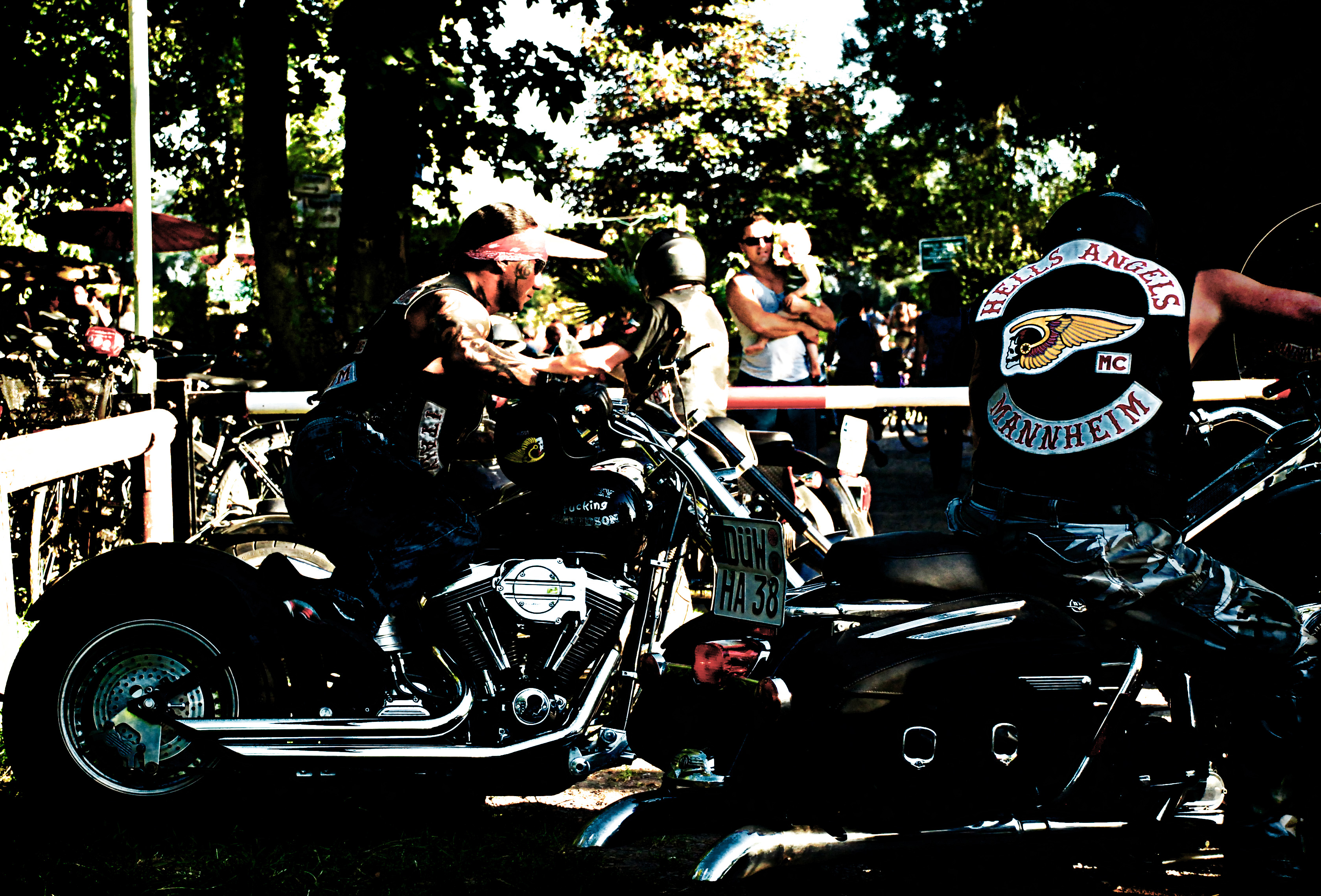
Gli Hells Angels di Mannheim

Gli Hells Angels della provincia canadese del Quebec hanno conquistato una notevole fama negativa: la polizia ritiene che l'associazione controlli gran parte del crimine organizzato della provincia.
I criminologi sostengono che il lavoro della Commissione Reale sul Crimine Organizzato del 1970, costituita per combattere la mafia insediata a Montréal, abbia consentito agli Hells Angels di prosperare, indebolendo fortemente i loro possibili concorrenti.
Prima della commissione, gli Hells Angels erano considerati degli ausiliari della mafia di Montréal, ma nel vuoto di potere lasciato dall'operato della commissione sono riusciti ad assumere il controllo di gran parte del crimine della provincia.
Dal 1977 fino al 1984 combatterono contro gli Outlaws MC per il controllo del Canada una feroce guerra fra motociclisti ricordata come la prima guerra dei motociclisti, in cui morirono più di 70 persone.
Tra il 1994 e il 2002 la guerra dei motociclisti del Québec tra i Rock Machine e gli Hells Angels causarono più di 100 morti (fra i quali un bambino ucciso dall'esplosione di un'auto-bomba), 84 attentati dinamitardi, 130 denunce di incendi e 9 persone scomparse.
Nell'autunno 2001 la Regia Polizia a Cavallo Canadese e la polizia provinciale del Quebec (Sûreté) condussero numerose operazioni in diverse zone della provincia. Molti affiliati di peso vennero arrestati insieme con sospetti ed altri associati. L'operazione va sotto il nome in codice di "Primavera 2001" (Printemps 2001).
I membri arrestati durante l'operazione si dichiararono in seguito colpevoli di vari reati, dal traffico di sostanze stupefacenti al concorso in omicidio; altri furono condannati con vari addebiti.
Malgrado il continuo fiorire di circoli di Hells Angels in Canada, tanto in Quebec quanto in Ontario, diverse forze dell'ordine continuano a "picchiare duro" sull'organizzazione.
Mentre alcuni considerano il Canada la patria ufficiosa di un nuovo movimento Hells Angels - basato sugli intenti originari dell'associazione (ossia: proteggere chi non è in grado di farlo da solo) -, l'organizzazione continua a scontrarsi con le forze di polizia e con altri elementi della società canadese.
Nel marzo del 2005, Route 81 - l'emporio ufficiale degli "Angeli" - ha aperto un punto-vendita nell'Isola del Principe Edoardo, che si aggiunge a quelli già esistenti a Mancton, Halifax e Toronto. I numeri "8" e "1" corrispondono ai posti occupati dalle iniziali del movimento ("H" e "A") nell'alfabeto.
Nel gennaio del 2006, l'operazione "Husky" causò l'arresto di ventisette sospetti, inclusi cinque "Angeli", nel Canada orientale e centrale. Secondo alcuni media, questa operazione, condotta in coordinamento dalla polizia nazionale a cavallo e dalle polizie provinciali di Ontario e Quebec ha segnato la fine della presenza dell'organizzazione in Canada.

### Europa

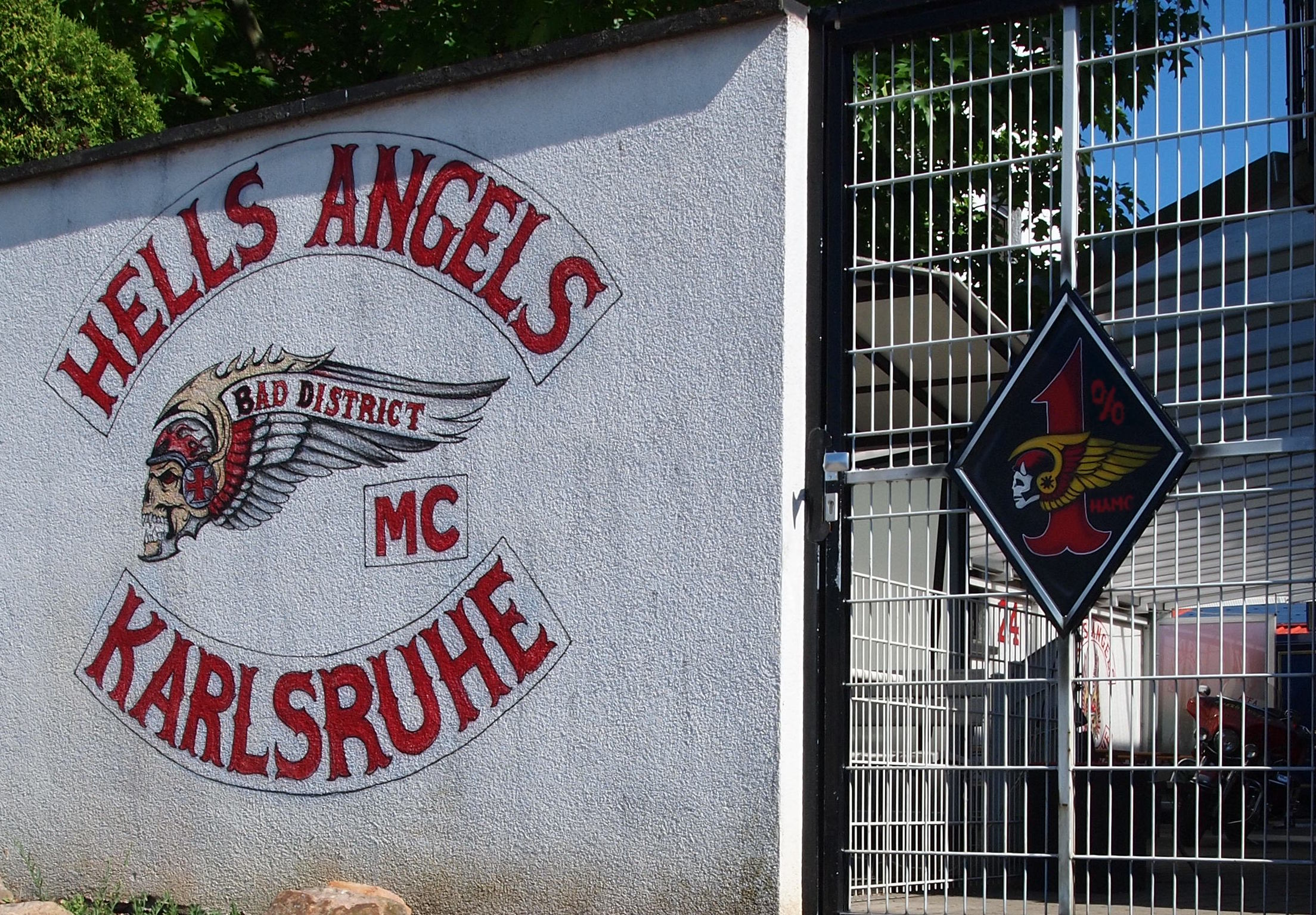
Simbolo degli Hells Angels di Karlsruhe, Germania

Anche in Europa gli Hells Angels hanno incontrato diverse difficoltà, a cominciare da quella che viene ricordata come "La grande guerra biker del nord", un periodo incluso tra il 1994 e il 1997 durante il quale gli Hells Angels hanno avuto un lungo rapporto di guerra con un altro club rivale, i Bandidos MC, nati da una scissione proprio degli Hells Angels, originari del Texas e stabilitisi anch'essi in Europa.
Un sanguinoso periodo contraddistinto da regolamenti di conti, attentati esplosivi alle varie sedi di entrambi i club coinvolti, risse in luoghi pubblici, sparatorie con ferimenti o uccisioni, e che ha visto coinvolti i paesi dell'area scandinava (Svezia, Norvegia, Danimarca, Finlandia), contribuendo così a rafforzare nelle forze dell'ordine del centro-nord Europa la convinzione che gli Hells Angels potessero essere classificati come una vera e propria organizzazione criminale internazionale. La guerra ebbe fine solamente nella seconda parte del 1997, con una pace suggellata dalla stretta di mano tra i rappresentanti a livello europeo di entrambe le fazioni in lotta davanti alle telecamere della TV di stato danese.
In Italia gli Hells Angels sono stimati in circa 150 membri effettivi e contano 15 chapters attivi in tutta Italia (prevalentemente al nord). Nel corso degli anni sono stati oggetto di svariate azioni repressive da parte delle forze di polizia, in particolare a causa di episodi legati alla rivalità con il club dei Bandidos MC. Ad oggi l'Hells Angels Motorcycle Corporation conta più di 475 charters sparsi in tutto il mondo, uniti sotto gli stessi "colori" (ovverosia il termine col quale vengono indicati i loghi di riconoscimento/simboli di ogni MC: i colori degli Hells Angels, al giorno d'oggi, costituiscono un vero e proprio marchio registrato e protetto da copyright).